# 经验分布函数

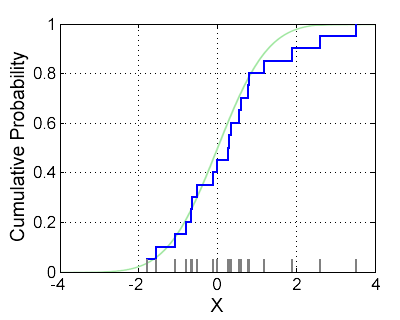
蓝线为经验分布函数，黑色长条表示相应的样本，绿线则是用于生成样本的累积分布函数。

经验分布函数（英語：empirical distribution function）是统计学中一个与样本经验测度有关的分布函数。该累积分布函数是在所有n个数据点上都跳跃1/n的阶跃函数。对被测变量的某个值而言，该值的分布函数值表示所有观测样本中小于或等于该值的样本所占的比例。
经验分布函数是对用于生成样本的累积分布函数的估计。根据格利文科-坎泰利定理可以证明，经验分布函数以概率1收敛至这一累积分布函数。

## 定义
令(x1, …, xn)为独立同分布的的实随机变量，它们共同的累积分布函数为F(t)。于是，经验分布函数可定义为

{\displaystyle {\hat {F}}_{n}(t)={\frac {{\mbox{number of elements in the sample}}\leq t}{n}}={\frac {1}{n}}\sum _{i=1}^{n}\mathbf {1} _{x_{i}\leq t},}
其中{\displaystyle \mathbf {1} _{A}}为事件A的指示函数。对给定的t，{\displaystyle \mathbf {1} _{x_{i}\leq t}}是p = F(t)时的伯努利随机变量。因而{\displaystyle n{\hat {F}}_{n}(t)}则是期望为nF(t)、方差为nF(t)(1 − F(t))的二项随机变量。这意味着{\displaystyle {\hat {F}}_{n}(t)}是F(t)的无偏估计。
不过，有些文献中亦会将经验分布函数定义为
{\displaystyle {\hat {F}}_{n}(t)={\frac {1}{n+1}}\sum _{i=1}^{n}\mathbf {1} _{x_{i}\leq t}.}